# Попытка государственного переворота в Гамбии (2014)
Попытка государственного переворота в Гамбии произошла в ночь на 30 декабря 2014 года, когда в Банжуле, столице Гамбии, случилась перестрелка.

## Предыстория
Во время попытки государственного переворота гамбийский президент Яйя Джамме сбежал из страны и находился, по разным данным, либо во Франции, либо в Дубае. Джамме, сам в 1994 году пришедший к власти в результате военного переворота, пережил несколько попыток свергнуть его режим. В организации этих попыток он в некоторых случаях обвинял Великобританию и США. Ранее, в ноябре 2014 года, Джамме осудил Европейский Союз за растущую дискриминацию представителей ЛГБТ в Гамбии. В следующем месяце по той же причине США исключили Гамбию из одной из своих торговых программ.

### Планирование
В 2013 году президент Джамме отстранил от должности командующего своей президентской гвардией подполковника Ламина Саннеха. Саннех покинул Гамбию, поселившись в Вашингтоне, столице США. Там он встретил другого беженца из Гамбии и бывшего офицера Национальной гвардии Кентукки Ньягу Яне. Они вместе с ещё несколькими людьми вскоре спланировали заговор с целью свержения президента Джамме.
Яне убедил Черно Нийе, техасского предпринимателя гамбийского происхождения, помочь с финансированием их плана. Яне также удалось завербовать Папу Фаала, Алхаги Бойе, других гамбийцев и ветеранов Армии США, а также нескольких гамбийцев, проживавших в Европе. Банка Манне, ещё один гамбийский беженец и приятель Саннеха, заверил, что сможет набрать отряд из 160 бойцов для участия в перевороте в самой Гамбии.

## Ход событий
30 декабря 2014 года набранные заговорщиками бойцы атаковали официальную резиденцию президента страны. Местные СМИ быстро определили, что нападавшие под командованием подполковника Ламина Саннеха проникли в Гамбию из соседнего Сенегала. Заговорщики открыли шквальный огонь по правительственным силам. Солдаты заблокировали несколько пунктов въезда в город. Государственное радио и телевидение полностью прекратило своё вещание.
В течение дня бои стихли. Банки и другие предприятия оставались закрытыми, а государственное радио транслировало музыку, ничего не сообщая о ночных событиях. В результате боёв погибло четыре человека, в том числе Саннех и Ньяга Яне, ещё несколько получили ранения.
Поскольку мятежникам не удалось установить контроль над занятыми объектами, переворот провалился. На следующий день Джамме вернулся в Гамбию. 10 января он произвёл перестановки в своём кабинете министров.

## Последствия
После провала попытки переворота Папа Фаал, один из её организаторов, обратился за защитой в посольство США в Дакаре (Сенегал). Где он, однако, подвергся допросу. 1 января 2015 года Федеральное бюро расследований США в рамках расследования дела о попытке государственного переворота в Гамбии провело домашние обыски в штатах Джорджия, Кентукки, Миннесота и Техас. В те же выходные ФБР провело обыск и в офисах техасской девелоперской фирмы. Её владелец Черно Нийе был арестован в Вашингтонском аэропорту имени Даллеса и обвинён в нарушении закона, основанного на Акте о нейтралитете 1794 года. Во время обыска в доме Нийе в Техасе ФБР обнаружило манифест под названием «Возрождение Гамбии: хартия перехода от диктатуры к демократии и развитию», а также таблицу с подробным данными о бюджете попытки государственного переворота, составлявшим 221 000 долларов. Эти средства выделил сам Нийе, бывший миллионером. Фаалу также было предъявлено обвинение, позднее он признал себя виновным . Двум другим, Алаги Барроу из Теннесси и Банке Манне из Джорджии, также были предъявлены обвинения. Они впоследствии также признали свою вину.
Газета The Washington Post впоследствии сообщила, что ФБР допросило Саннеха в его доме в Мэриленде, а затем через Государственный департамент США проинформировало сенегальские власти о заговоре.
2 апреля 2017, после падения режима Джамме, гамбийской полицией были обнаружены останки трёх предполагаемых заговорщиков (Ламина Саннеха, Алаги Ньясса и Ньяги Яне).